# Урняно
Урня̀но (на италиански: Urgnano; на ломбардски: Örgnà, Ьорня) е град и община в Северна Италия, провинция Бергамо, регион Ломбардия. Разположен е на 173 m надморска височина. Населението на общината е 10 014 души (към 2013 г.).